# Myodocha annulicornis
Myodocha annulicornis är en insektsart som beskrevs av Willis Blatchley 1926. Myodocha annulicornis ingår i släktet Myodocha och familjen Rhyparochromidae. Inga underarter finns listade i Catalogue of Life.